# Systrar i jeans
Systrar i jeans (originaltitel: The Sisterhood of the Traveling Pants) är en amerikansk långfilm från 2005.

## Handling
Filmens systrar är de fyra bästa vännerna Bridget, Carmen, Lena och Tibby som hittar ett par jeans, som märkligt nog passar dem alla trots att de är olika byggda. Under deras första sommarlov åtskilda får var och en bära jeansen innan hon skickar dem vidare. De får alla uppleva minnesvärda händelser iklädda detta par jeans.
Den modiga och sportiga Bridget ska åka till ett fotbollsläger, där hon träffar tränaren som heter Eric som hon blir mycket förälskad i. Carmen ska åka till sin pappa och förväntar sig ett slappt sommarlov hos honom, men det blir inte riktigt så. Den vackra Lena ska åka till sin farmor och farfar i Grekland, där hon träffar en mycket charmig pojke som heter Kostas. Tibby ska ensam stanna hemma och göra en dokumentär som inte blir som hon tänkt sig när Bailey, en cancersjuk tjej dyker upp.

## Om filmen
Filmen bygger på Ann Brashares bok Systrar i jeans. Filmen hade svensk premiär den 9 september 2005, distributör Warner Bros/Sandrew Metronome.

### Uppföljare
Alla fyra skådespelarna gick med på att göra en uppföljare, vilken började filmas i juni 2007. Filmen, som omfattar böckerna 2–4, fick namnet Systrar i jeans – Andra sommaren (The Sisterhood of the Traveling Pants 2) och hade premiär i USA i början av sommaren 2008.

## Rollista (urval)
- Amber Tamblyn – Tabitha "Tibby" Anastasia Tomko-Rollins
- Blake Lively – Bridget Vreeland
- Alexis Bledel – Lena Kaligaris
- America Ferrera – Carmen Lowell
- Jenna Boyd – Bailey Graffman
- Bradley Whitford – Carmens pappa Albert Lowell
- Nancy Travis – Lydia Rodman
- Rachel Ticotin – Carmens mamma Christina Lowell
- Mike Vogel – Eric Richman
- Michael Rady – Kostos Dounas
- Ernie Lively – Bridgets pappa